# A Catholic Education
A Catholic Education è l'album di debutto del gruppo musicale britannico Teenage Fanclub, pubblicato nel 1990.

## Tracce
1. Heavy Metal (Raymond McGinley)
2. Everything Flows (Norman Blake)
3. Catholic Education (Blake)
4. Too Involved (Blake/McGinley)
5. Don't Need a Drum (Blake/McGinley)
6. Critical Mass (Blake)
7. Heavy Metal II (Blake/McGinley)
8. Catholic Education II (Blake)
9. Eternal Light (Blake)
10. Every Picture I Paint (Blake/McGinley)
11. Everybody's Fool (Blake/Gerard Love/McGinley) –

## Formazione
- Norman Blake - voce, chitarra
- Gerard Love - voce, basso
- Raymond McGinley - voce, chitarra
- Francis MacDonald - percussioni
- Brendan O'Hare - batteria